# Concepción Cascajosa
Concepción Carmen Cascajosa Virino (Hospitalet de Llobregat, Barcelona, 1979) es una investigadora y profesora de comunicación audiovisual española especializada en series de ficción y televisión. Entre marzo y noviembre de 2024 fue presidenta interina de la Corporación de Radio y Televisión Española, así como miembro del Consejo de Administración de la Corporación RTVE desde marzo de 2021 hasta noviembre de 2024 y presidenta del Observatorio de Igualdad de RTVE desde julio de 2021.
Profesora titular de la Universidad Carlos III de Madrid desde 2012, ha asumido varios puestos administrativos, entre ellos el de vicedecana de la Facultad de Humanidades, Comunicación y Documentación.

## Biografía
Nació en el seno de una familia andaluza que durante la dictadura emigró a Cataluña, adonde llegaron siendo casi adolescentes. Allí nacieron sus tres hijos, de los que Concepción es la menor. Tras quedar en paro en 1984 la familia regresó a Casariche, el pueblo de su padre ubicado en la Sierra Sur de Sevilla donde ella llegó con cuatro años y donde creció. Explica que "desde siempre" ha sido "teleadicta".
Estudió Comunicación Audiovisual por la Universidad de Sevilla donde se licenció (2001) y doctoró con Premio Extraordinario (2005). Un año después tras una beca internacional se incorporó como profesora en la Universidad Carlos III de Madrid al Departamento de Periodismo y Comunicación Audiovisual donde desde 2012 es Profesora Titular. En 2021 asumió la dirección del departamento.
De 2014 a abril de 2021 fue vicedecana del Doble Grado Periodismo y Comunicación Audiovisual. También ha dirigido el Máster en Guion de Cine y TV UC3M / ALMA
Ha sido miembro de la Comisión de Igualdad de la UC3M y de la Comisión Académica del Máster en Investigación Aplicada a Medios de Comunicación.
Es coautora junto con N. Martínez de la guía de tratamiento de imágenes en igualdad de la UC3M.
Autora de diversos libros sobre medios de audiovisuales y series de ficción Ha sido colaboradora de Serielizados, Fotogramas, del diario El País (2018-2019) y de Fuera de Series Media.
En 2018 fue elegida para formar parte del Consejo de Administración provisional de la CRTVE a propuesta de PSOE, Unidos Podemos y PNV que finalmente no salió adelante.
Tras presentarse al concurso público, entre marzo de 2021 y noviembre de 2024 fue designada por la Cámara Alta miembro del Consejo de Administración de la CRTVE a propuesta del PSOE presidido por José Manuel Pérez Tornero. En julio de 2021 fue nombrada presidenta del Observatorio de Igualdad de RTVE.
Entre marzo y noviembre de 2024, tras el cese de Elena Sánchez Caballero, es presidenta interina de RTVE.

## Premios y reconocimientos
- Premio de Excelencia del Consejo Social de la Universidad Carlos III de Madrid en 2016.

## Publicaciones
- Prime Time, las mejores series americanas, Calamar, 2005.
- De la TV a Hollywood. Un repaso a las películas basadas en series, Arkadín, 2006.
- La caja lista: Televisión norteamericana de culto (editora), Laertes, 2007.
- “Narciso Ibáñez Serrador, an Early Pioneer of Transnational Television”, Studies in Hispanic Cinemas, 2010.
- “Quality Exploitation: Nip/Tuck and the Politics of Provocation in FX Dramas”, in Reading “Nip/Tuck” (R. Kaveney and J. Stoy, eds.), I.B. Tauris, London, 2011.
- “The Derivation of a Television Crime Drama”, in Interrogating “The Shield” (N. Ray, ed.), Syracuse University Press, Syracuse, 2012.
- “Comunicar Europa / Communicating Europe. Spain, Television Co-productions And The Case Of Pepe Carvalho” (con Manuel Palacio), VIEW Journal of European Television History and Culture, 2012.
- “Blood and Unfulfilled Promises: Representations of Terrorism and the Transition”, in New Trends in Contemporary Spanish Cinema (D. Wheeler and F. Canet), Intellect, Bristol, 2014.
- Mujeres en el aire. Haciendo televisión (autora con N. Martínez), Cuaderno TECMERIN 7, 2015.
- Dentro de "El Ministerio del Tiempo" (editora), Léeme Libros, 2015.
- A New Gaze: Women Creators of Film and Television in Democratic Spain (editora), Cambridge Scholar Publishing, 2015.
- La cultura de las series (autora), Laertes, 2016.

- Historia de la televisión (autora con F. Zahedi), Tirant Lo Blanch, 2016.
- Análisis de la ficción televisiva española (editora con Javier Mateos-Pérez), Síntesis, 2023.